# アブロ アテナ
アブロ アテナ
アブロ アテナT.1
- 用途：練習機
- 製造者：アブロ
- 運用者：英国空軍
- 初飛行：1948年6月12日
- 生産数：22機（試作機を含む）

アヴロ アテナ（Avro 701 Athena）は、1940年代末に英国のアブロ社で製造された高等練習機である。この機種は英国空軍のノースアメリカン・ハーバードの代替用に設計されたが、競合機のボールトンポール バリオールの方が好まれたため極僅かしか生産されなかった。

## 設計と開発
アテナは英国空軍向けのターボプロップ エンジン付きの3座高等練習機への英国航空省の要求仕様 T.7/45に合致する機体として設計された。アテナは並列複座のコックピットを持つ全金属製の低翼単葉機であった。航空省は1947年にこの要求仕様を再考し、倉庫に大量の在庫が残っているロールス・ロイス マーリン 35 エンジンを使用する要求仕様T.14/47に変更した。
この要求仕様の変更により最初の3機の試作機はターボプロップ エンジン付きのアテナ T.1となり、アームストロング・シドレー マンバ エンジンを装着した初号機は1948年6月12日に初飛行を行った。マーリン 35 エンジンを装着したアテナ T.2は1948年8月1日に初飛行を行い、ボールトンポール バリオール機と比較評価にかけられた。
英国空軍（RAF）向けに15機のアテナが発注されたが、バリオール機の方が好まれそれ以上の発注は無かった。

## 運用の歴史
生産された15機のアテナは1950年からRAFのマンビー空軍基地の飛行学校で武器訓練用として使用された。インドへの販売促進ツアー用に1機だけがアヴロ社へ貸し戻され民間登録記号G-ALWAをつけたが、販売には結びつかずRAFへ返却された。

## 派生型
アテナ T.1
1,010 hp (750 kW)のアームストロング・シドレー マンバ 1 ターボプロップ エンジン付きの試作機、2機製造。
アテナ T.1A
1,400 hp (1,040 kW)のロールス・ロイス ダート 1 ターボプロップ エンジン付きの2番目に飛行した試作機。1機製造。
アテナ T.2
1,280 hp (950 kW)のロールス・ロイス マーリン 35エンジン付きの要求仕様T.14/47 用の練習機。4機の試作機と15機の量産機。

## 運用
イギリス
- 英国空軍
  - マンビー空軍基地の飛行学校

## 要目
（アヴロ アテナ T.2）Avro Aircraft since 1908
- 乗員：2名[5]
- 全長：11.37 m (37 ft 3½ in)
- 全幅：12.20 m (40 ft 0 in)
- 全高：3.94 m (12 ft 11 in)
- 翼面積：25.1 m² (129.45 ft²)
- 翼面荷重：89 kg/m² (270 ft²)
- 空虚重量：2,973 kg (6,540 lb)
- 全備重量：4,265 kg (9,383 lb)
- エンジン：1 × ロールス・ロイス マーリン 35 V型12気筒 液例 レシプロエンジン、1,280 hp (954 kW)
- 最大速度：472 km/h (255 kn, 293 mph) 高度20,000 ftで
- 巡航速度：359 km/h (194 kn, 223 mph)
- 巡航高度：8,840 m (29,000 ft)
- 上昇率：10.4 m/s (2,050 ft/min)

- 武装
  - 1 * .303 in (7.7 mm) ブローニングM1919重機関銃
  - 2 * 60 lb (27 kg) ロケット弾